# Przekładnia kierownicza

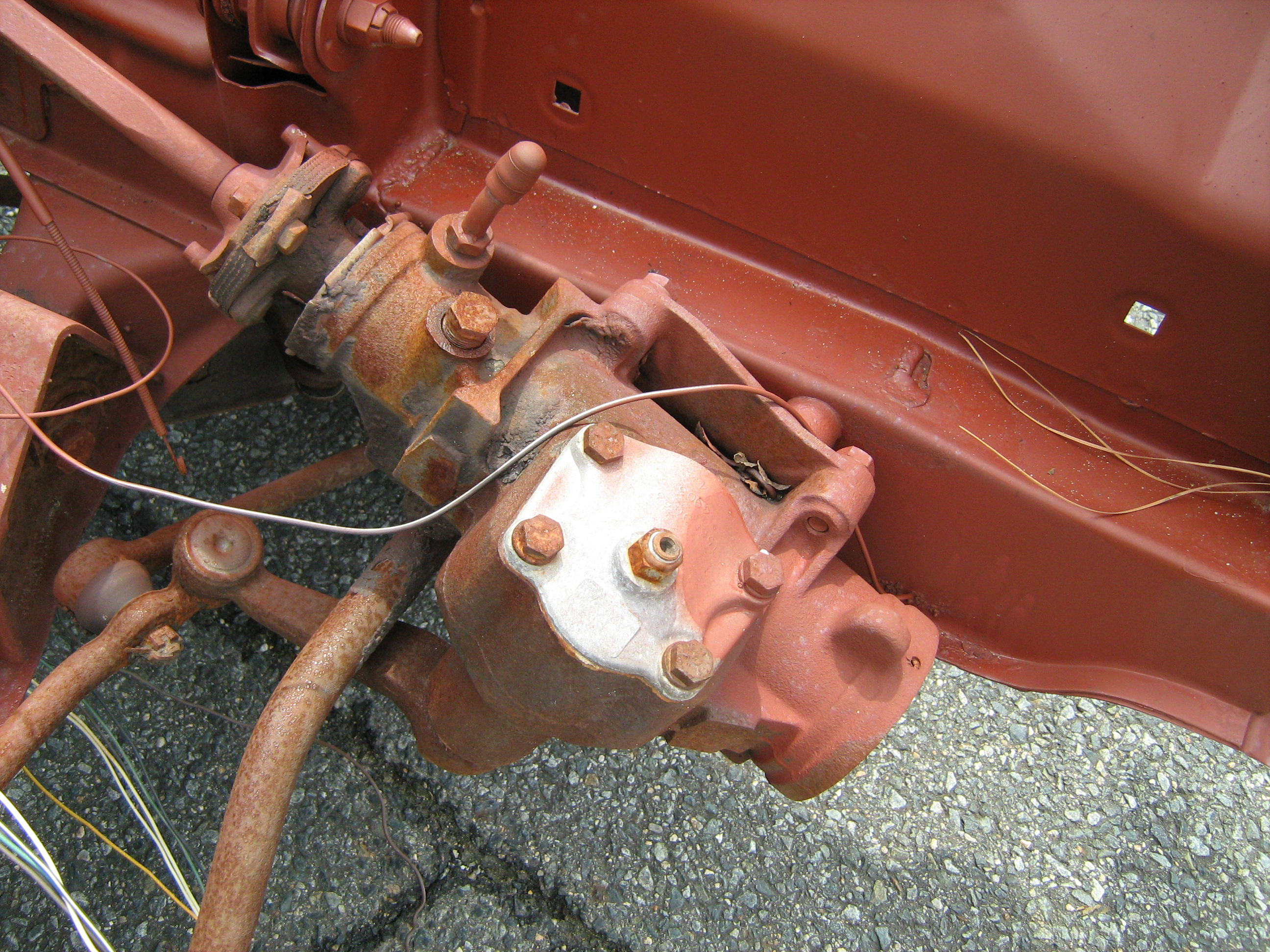
Przekładnia kierownicza ślimakowa

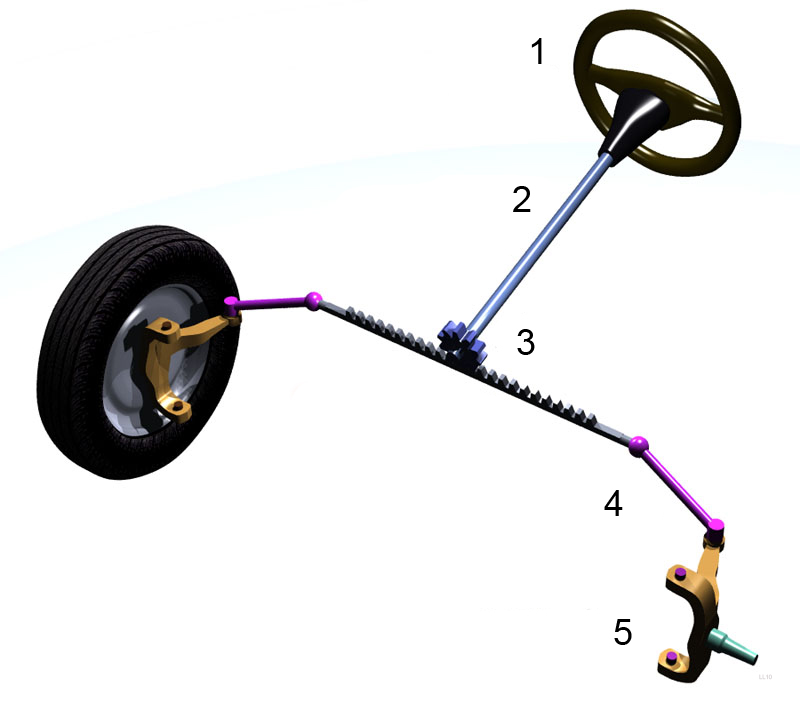
Układ kierowniczy z zębatką

Przekładnia kierownicza – element mechanizmu kierowniczego służący do zapewnienia odpowiedniego przełożenia kinematycznego i dynamicznego oraz odpowiedniej charakterystyki sprawności mechanizmu kierowniczego. Przekładnia ta musi odznaczać się niezawodnością, a jej konstrukcja musi umożliwić regulację luzów powstających wskutek zużywania się współpracujących powierzchni. Innymi słowy przekładnia kierownicza służy do przełożenia siły rąk poprzez kierownicę na siłę osiową skręcającą kołami. Istnieje wiele odmian przekładni kierowniczych.

## Typy przekładni kierowniczych
Obecnie w samochodach najczęściej stosowane są następujące typy przekładni:
- Przekładnie zębatkowe (zwane potocznie maglownicami)
- Przekładnie śrubowo-kulowe – stosowane w samochodach ciężarowych[1]
- Przekładnie ślimakowe - odmiana przekładni zębatej stosowana powszechnie jeszcze w latach 70 do przeniesienia ruchów kierownicy na koła skrętne. Na końcu wałka stanowiącego zakończenie kolumny kierowniczej montowano tzw. ślimaka, czyli swego rodzaju odpowiednik gwintu na śrubie, z którym zazębione było koło zębate połączone z drążkami kierowniczymi dzięki czemu możliwe było kierowanie pojazdem. Takie przekładnie występują np. w polonezie[2].
- Przekładnie ze ślimakiem globoidalnym